# برکت گلو
برکت گلو (انگلیسی: Blessing of the Throats) یک آیین مذهبی در کلیسای کاتولیک رومی است که معمولاً در سوم فوریه، روز جشن سنت بلیز سباستی (یعنی اهل سیواس در ترکیه امروزی) برگزار می‌شود. این مراسم همچنین در برخی از کلیساهای کاتولیک شرقی و در کلیساهای انگلیکان در همان روز به عنوان یک یادبود برگزار می‌شود.
در این مراسم، کشیش یا شماس دو شمع متبرک شده را که با یک روبان قرمز به هم بسته شده‌اند، به شکل صلیب روی گلوی هر فرد قرار می‌دهد و دعایی را برای شفای بیماری‌های گلو و سایر بیماری‌ها می‌خواند. این سنت به سنت بلیز، اسقفی که در قرن چهارم میلادی در ترکیه و ارمنستان زندگی می‌کرد، بازمی‌گردد. او به دلیل شفا دادن یک پسر جوان که در حال خفگی بر اثر استخوان ماهی بود، شناخته می‌شود.
شمع‌های مورد استفاده در این مراسم معمولاً در جشن معرفی خداوند (جشن شمع) در دوم فوریه متبرک می‌شوند. روبان قرمز نماد شهادت سنت بلیز است که به دلیل ایمان خود به مسیح شکنجه و کشته شد.